# Årshultsmyren
Årshultsmyren är ett naturreservat i Ljungby kommun i Kronobergs län.
Reservatet omfattar 1 500 hektar och är skyddat sedan 1972. Det ligger söder om Lidhult och tillkom för att skydda och bevara ett stort myrkomplex med de djur och växter som finns där. År 2011 utökades reservatet.

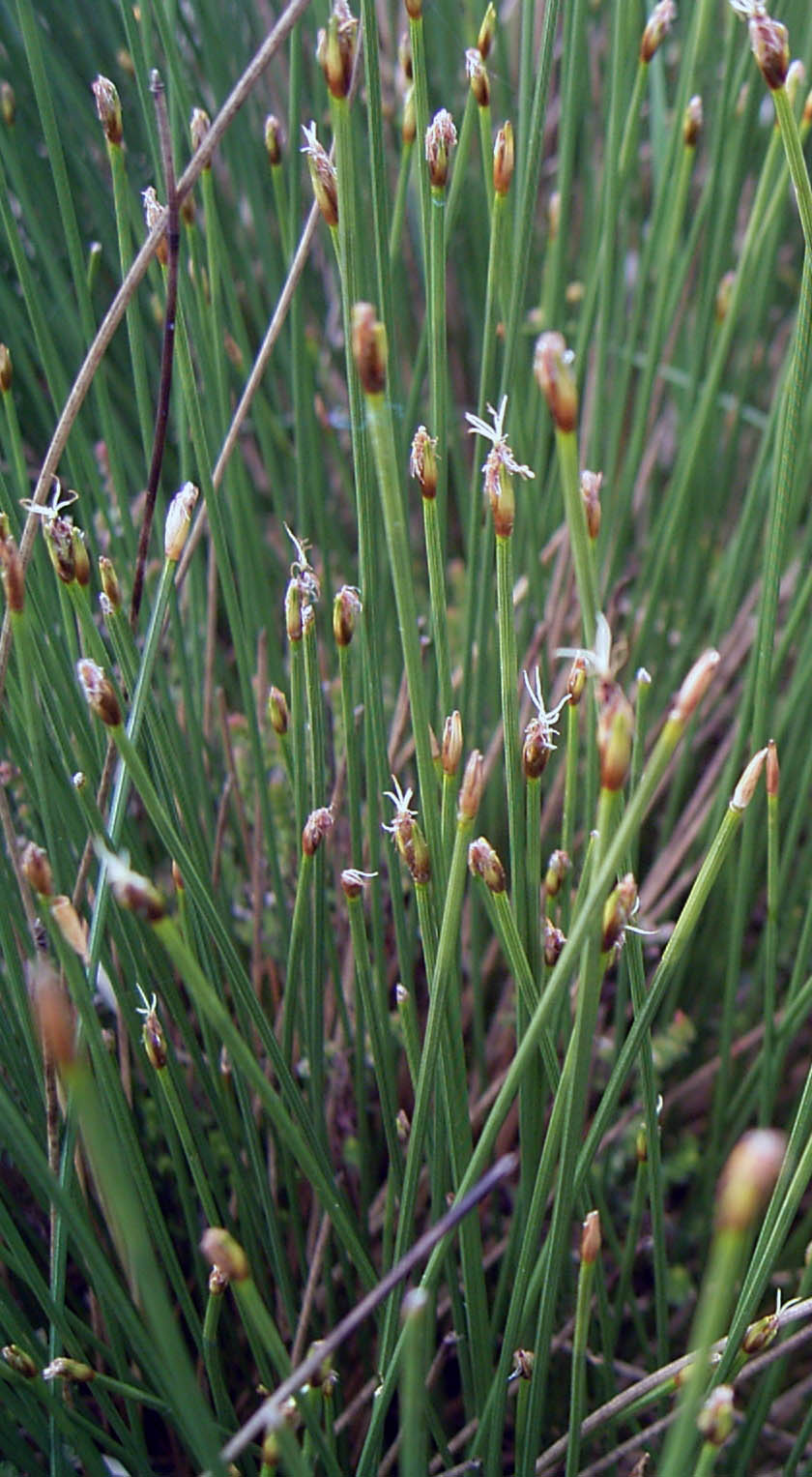
Tuvsäv

Inom området finns myrmark, fuktiga gropar, kärrdrag, näringsfattiga sjöar, Örsjön, Kulken, Sandsjön, Stensjön, Ljungsjön, Rammsjön och Hagasjön,  och gungflymattor. Vitmossorna är myrens karaktärsväxter men här finns även ljung, pors, klockljung, tuvdun, tuvsäv, vitag, klockgentiana och sileshår. På fastmarksholmarna växer talldominerad barrskog.
På myren häckar flera fågelarter, som till exempel storspov, grönbena, ljungpipare, tjäder, orre och trana.
Strax väster om Årshultsmyren ligger Hunnsberget. Därifrån är utsikten vidsträckt utöver naturreservatet.